# یابوونگسکیه (استان پودلاسکی)
یابوونگسکیه (به لاتین: Jabłońskie) یک روستا در لهستان است که در گمینا اوگوستوو واقع شده‌است.